# Rodzina Linkiewiczów
Rodzina Linkiewiczów – polska rodzina, która podczas okupacji niemieckiej uratowała czternaścioro Żydów, za co została uhonorowana tytułami Sprawiedliwych wśród Narodów Świata. Dwoje członków rodziny zostało zamordowanych przez ukraińskich nacjonalistów.
Rodzina Linkiewiczów składała się z następujących osób:
- Antoni (ur. 1900, zm. 1981) – był biednym rolnikiem we wsi Hińkowce w województwie tarnopolskim. Przed wojną pracował także najemnie w majątku Izaaka Merdingera, którego później uratował[1][2]
- Genowefa (zm. 1944) – żona Antoniego, macocha dla jego dzieci z poprzedniego małżeństwa[1][2]:
  - Sławomir (zm. 1944)
  - Anna (ur. 26 grudnia 1928, zm. 1 stycznia 1998)

## Ukrywanie Żydów
W 1942 roku Antoni Linkiewicz zaproponował ukrycie swojemu byłemu pracodawcy, Izaakowi Merdingerowi. Po początkowych wahaniach Merdinger zdecydował się skorzystać z jego propozycji i przeniósł się wraz z żoną i dwojgiem dzieci (Hilusiem i Bianką) do kryjówki przygotowanej przez Antoniego. Była to jaskinia w nieczynnej kopalni piasku niedaleko domu Linkiewiczów.
Antoni Linkiewicz przystosował jaskinię do zamieszkania – umieścił w niej prycze do spania, urządził kuchnię i założył oświetlenie.
Wraz z rodziną Merdingerów w kryjówce zamieszkali inni Żydzi z Tłustego: Róża Lerer (kuzynka Merdingera), jej mąż Maksymilian i córka Dora, dwóch braci Schechnerów, Oskar Schechner i jego syn Gabriel oraz jego siostry – Hinda Schechner i Klara Spektor wraz z mężem Markusem. Łącznie w jaskini ukrywało się 14 Żydów.
Żydzi przekazywali Antoniemu Linkiewiczowi pieniądze i listę potrzebnych produktów, które następnie on kupował. Antoni dostarczał także ukrywanym gazety, by wiedzieli, jakie są losy wojny. Do zadań Sławomira i Anny Linkiewiczów należało organizowanie drewna na opał. Anna, a także macocha Genowefa, zajmowały się również przygotowywaniem posiłków dla Żydów oraz pilnowaniem bezpieczeństwa kryjówki.
Drugą rodziną, która opiekowała się Żydami w kryjówce, była polska rodzina Dolińskich.
W zamiarze kontynuowania ukrywania Żydów utwierdzał Genowefę podczas spowiedzi ks. Andrzej Urbański z Zaleszczyk.
W pewnym momencie władze niemieckie zaczęły podejrzewać Linkiewiczów o ukrywanie Żydów. Pobito Sławomira, Ukraińcy torturowali Annę przykładając do jej ciała rozgrzany metal, oczekując wyjawienia kryjówki. Mimo to Żydzi doczekali w ukryciu do zajęcia tych terenów przez Armię Czerwoną w marcu 1944 roku.
W 1944 roku, już podczas drugiej okupacji sowieckiej, Genowefa Linkiewicz została zastrzelona przez ukraińskich nacjonalistów. Zabito także Sławomira Linkiewicza. Według Instytut Jad Waszem była to kara za ukrywanie Żydów.

## Upamiętnienie
W 2009 roku Instytut Jad Waszem uhonorował pośmiertnie Antoniego, Genowefę i Sławomira Linkiewiczów oraz Annę Bujnowską z d. Linkiewicz tytułami Sprawiedliwych wśród Narodów Świata. Wraz z nimi nagrodzono rodzinę Dolińskich.